# Odensvi församling, Västerås stift
Odensvi församling var en församling i Västerås stift och i Köpings kommun i Västmanlands län. Församlingen uppgick 2010 i Köpingsbygdens församling.

## Administrativ historik
Församlingen har medeltida ursprung. 1580 utbröts Gunnilbo församling som ingick i Odensvi pastorat till 27 februari 1638. 
Församlingen utgjorde till 1962 ett eget pastorat för att därefter till 2010 vara annexförsamling i pastoratet Munktorp och Odensvi. Församlingen uppgick 2010 i Köpingsbygdens församling.

## Organister
Lista över organister i Odensvi församling.
| Ämbetstid | Namn                          | Levnadstid | Övrigt                |
| --------- | ----------------------------- | ---------- | --------------------- |
| 1688      | Erik Trana                    |            | Tillfälligt organist. |
| 1696      | Joen (Johan) Carlsson Harkman | 1662-      |                       |
| 1703      | Daniel Björkbuske             | -1717      |                       |
| 1729-1738 | Abraham Eriksson Trana        | 1694-1738  | Även klockare.        |
| 1739-1767 | Anders Berglund               | 1715-1767  |                       |
| 1767-1774 | Jonas Nordstolpe              | 1700-1774  |                       |
| 1775-1777 | Isak Stenman                  | 1750-      | Även klockare.        |
| 1845-1874 | Carl Johan Sillén             | 1814-1884  |                       |
| 1884-1917 | Vilhelm Edvard Sahlén         | 1851-1927  |                       |
| 1918-1956 | Fredrik Johansson             | 1892-1956  |                       |
| 1957-     | Erik Olof Drougge             | 1936-      |                       |

## Kyrkor
- Odensvi kyrka